# Bill O'Hara
William O'Hara (conocido como Bill O'Hara; Belfast, 28 de noviembre de 1958) es un deportista irlandés que compitió en vela en la clase Laser. Ganó una medalla de plata en el Campeonato Europeo de Laser de 1982.

## Palmarés internacional
| Campeonato Europeo | Campeonato Europeo | Campeonato Europeo | Campeonato Europeo |
| Año                | Lugar              | Medalla            | Clase              |
| ------------------ | ------------------ | ------------------ | ------------------ |
| 1982               | Glyfada (Grecia)   | Medalla de plata   | Laser              |